# 柴田理恵認定 ゆるゆる富山遺産
『柴田理恵認定 ゆるゆる富山遺産』（しばたりえにんてい ゆるゆるとやまいさん、通称：ゆるゆる、富山遺産、ゆるゆる富山遺産）は、2005年8月11日からチューリップテレビで放送されているローカルバラエティ番組である。

## 概要
- 柴田理恵と内浦純一が、富山県の良さを再発見していくぶらぶら歩き旅。チューリップテレビがふるさとを見つめ直すきっかけを提案することに主眼を置いている。番組を開始した背景には柴田自身が故郷を見つめ直し始め、富山県の魅力を自分の足で探してみようと考えるようになったことにある。
- 番組では後世に残すべき庶民レベルの富山県の遺産を柴田自身が認定する。

## 出演者
- 柴田理恵 - 富山県婦負郡八尾町（現在の富山市八尾町）出身  女優
- 内浦純一 - 富山県富山市出身　俳優　無名塾出身
- チューリップテレビアナウンサー

ほか

## ナレーター
- 林恒宏

## 各回の放送概要
- 放送開始は2005年8月11日。2006年以降毎年、正月三が日に放送されており、5月あるいは8月に放送している（2006年、2018年のみ1月・5月・8月の年3回放送。2012年は8月のみの放送。）

| 回 | 放送年 | 季節 | 放送日   | 正式タイトル                                                                                                   | ゲスト         | 備考                         |
| -- | ------ | ---- | -------- | --- | -------------- | ---------------------------- |
| 1  | 2005年 | 夏   | 8月11日  | 第1回 柴田理恵認定 ゆるゆる富山遺産                                                                            |                |                              |
| 2  | 2006年 | 冬   | 1月3日   | 第2回 柴田理恵認定 ゆるゆる富山遺産                                                                            |                |                              |
| 3  | 2006年 | 春   | 5月4日   | 第3回 柴田理恵認定 ゆるゆる富山遺産                                                                            |                | 春にも放送。                 |
| 4  | 2006年 | 夏   | 8月10日  | 第4回 柴田理恵認定 ゆるゆる富山遺産                                                                            |                |                              |
| 5  | 2007年 | 冬   | 1月3日   | 第5回 柴田理恵認定 ゆるゆる富山遺産'07冬 お正月だしゲストを迎えて過去最強遺産も決定するぞスペシャル!!          |                |                              |
| 6  | 2007年 | 夏   | 8月9日   | 第6回 柴田理恵認定 ゆるゆる富山遺産'07夏                                                                       |                |                              |
| 7  | 2008年 | 冬   | 1月2日   | 第7回 柴田理恵認定 ゆるゆる富山遺産'08冬 庶民的遺産のオンパレードにプリンセスも仰天スペシャル                  | プリンセス天功 |                              |
| 8  | 2008年 | 春   | 5月8日   | 第8回 柴田理恵認定 ゆるゆる富山遺産'08春                                                                       |                | 春にも放送。                 |
| 9  | 2008年 | 夏   | 8月14日  | 第9回 柴田理恵認定 ゆるゆる富山遺産'08夏                                                                       |                |                              |
| 10 | 2009年 | 冬   | 1月1日   | 第10回 柴田理恵認定 ゆるゆる富山遺産'09冬 相田翔子ちゃんまさかの参戦スペシャル!!                               | 相田翔子       |                              |
| 11 | 2009年 | 夏   | 8月11日  | 第11回 柴田理恵認定 ゆるゆる富山遺産'09夏                                                                      |                |                              |
| 12 | 2010年 | 冬   | 1月1日   | 第12回 柴田理恵認定 ゆるゆる富山遺産'10冬 ハワイに負けない まったりムード満載スペシャル!                       | 宇梶剛士       |                              |
| 13 | 2010年 | 夏   | 8月11日  | 第13回 柴田理恵認定 ゆるゆる富山遺産'10夏 あっつい夏をゆるゆる気分で吹き飛ばせスペシャル!                      |                |                              |
| 14 | 2011年 | 冬   | 1月3日   | 第14回 柴田理恵認定 ゆるゆる富山遺産'11冬 ゆるさ爆発！ボヨヨーン祭りスペシャル                                 | かつみ♥さゆり  |                              |
| 15 | 2011年 | 冬   | 11月15日 | 第15回 柴田理恵認定 ゆるゆる富山遺産12冬 岐阜までハミでてますけどスペシャル!                                   | 清水ミチコ     |                              |
| 16 | 2012年 | 夏   | 8月16日  | 第16回 柴田理恵認定 ゆるゆる富山遺産'12夏                                                                      |                |                              |
| 17 | 2013年 | 冬   | 1月3日   | 第17回 柴田理恵認定 ゆるゆる富山遺産'13冬 方正参戦!おまけにトークまでゆるゆるスペシャル!                       | 月亭方正       |                              |
| 18 | 2013年 | 夏   | 8月12日  | 弟18回 柴田理恵認定 ゆるゆる富山遺産'13夏 私に言わせりゃ世界なんてチョロいもんよスペシャル!                    |                |                              |
| 19 | 2014年 | 冬   | 1月3日   | 弟19回 柴田理恵認定 ゆるゆる富山遺産'14冬 今年の初ゆるゆるは何すっかなSP                                       |                |                              |
| 20 | 2014年 | 夏   | 8月12日  | 第20回 柴田理恵認定 ゆるゆる富山遺産'14夏 20回記念 一杯やりながら2時間まるごと認定遺産見せますSP               |                |                              |
| 21 | 2015年 | 冬   | 1月2日   | 第21回 柴田理恵認定 ゆるゆる富山遺産'15冬 ソワソワ気分もほどほどに、今日はゆるゆる気分でお正月スペシャル       |                |                              |
| 22 | 2015年 | 夏   | 8月12日  | 第22回 柴田理恵認定 ゆるゆる富山遺産'15夏 ついに開通!そりゃあ海も山も大賑わいSP                                |                |                              |
| 23 | 2016年 | 冬   | 1月3日   | 第23回 柴田理恵認定 ゆるゆる富山遺産'16冬 あなたの琴線に触れたいなスペシャル!                                  |                |                              |
| 24 | 2016年 | 秋   | 9月7日   | 第24回 柴田理恵認定 ゆるゆる富山遺産'16秋 富山市の特別副市長に就任して、さらに地元を盛り上げますスペシャル     |                | 夏の放送に変わり、秋に放送。 |
| 25 | 2017年 | 冬   | 1月3日   | 第25回 柴田理恵認定 ゆるゆる富山遺産'17冬 今年も愛があふれちゃうスペシャル!                                    |                |                              |
| 26 | 2017年 | 夏   | 8月16日  | 第26回 柴田理恵認定 ゆるゆる富山遺産'17夏 世代交代ちょっぴりリニューアルスペシャル!                            |                |                              |
| 27 | 2018年 | 冬   | 1月3日   | 第27回 柴田理恵認定 ゆるゆる富山遺産'18冬 富山の冬は寒いけど楽しみいっぱいSP                                   |                |                              |
| 28 | 2018年 | 夏   | 8月15日  | 弟28回 柴田理恵認定 ゆるゆる富山遺産'18夏 スゴイかどうか分からないけど…これでいいんでしょうスペシャル          |                |                              |
| 29 | 2019年 | 冬   | 1月2日   | 第29回 柴田理恵認定 ゆるゆる富山遺産'19冬 気合一発!自力で幸運を引き当てるぞスペシャル!                         |                |                              |
| 30 | 2019年 | 夏   | 8月14日  | 第30回 柴田理恵認定 ゆるゆる富山遺産'19夏                                                                      |                |                              |
| 31 | 2020年 | 冬   | 1月3日   | 第31回 柴田理恵認定 ゆるゆる富山遺産'20冬 今年はすごいイベントもある事だしゆるゆるも負けずに盛り上げて行こうSP |                |                              |
| 32 | 2020年 | 夏   | 8月12日  | 第32回 柴田理恵認定 ゆるゆる富山遺産'20夏 過去に出演したあの人今どうしてんだろSP                               |                |                              |
| 33 | 2021年 | 冬   | 1月1日   | 第33回 柴田理恵認定 ゆるゆる富山遺産'21冬 こいつぁ春からエリンギがいいわい スペシャル                          |                |                              |
| 34 | 2021年 | 夏   | 8月11日  | 第34回 柴田理恵認定 ゆるゆる富山遺産’21夏 さてもさても やんごとなき ゆるしゆるしSP                             |                |                              |
| 35 | 2022年 | 冬   | 1月1日   | 第35回 柴田理恵認定 ゆるゆる富山遺産’22冬 野生動物の迫力で新しい年を迎えるぞSP                                 |                |                              |
| 36 | 2022年 | 夏   | 8月10日  | 第36回 柴田理恵認定 ゆるゆる富山遺産’22夏 おもしろ遺産候補満載大爆笑スペシャル!                                |                |                              |
| 37 | 2023年 | 冬   | 1月1日   | 第37回 柴田理恵認定 ゆるゆる富山遺産’23冬 じいはんの魂、届けますスペシャル                                     |                |                              |
| 38 | 2023年 | 夏   | 8月9日   | 第38回 柴田理恵認定 ゆるゆる富山遺産’23夏 今夜もご視聴頂きまことにありがとうございますSP                       |                |                              |
| 39 | 2024年 | 冬   | 1月3日   | 第39回 柴田理恵認定 ゆるゆる富山遺産’24冬                                                                      |                |                              |

## 使用曲
オープニングテーマ、ジングル
- カルメン

エンディングテーマ
- 威風堂々

## スタッフ
- 演出：新田雅明、舘盛勇一郎（不詳 - 現在）
- 制作統括：山本博久（不詳 - 現在）
- 製作著作：チューリップテレビ

### 過去のスタッフ
- 演出：荒川綾子、黒崎昇（不詳）